# ウズベキスタン国家保安庁

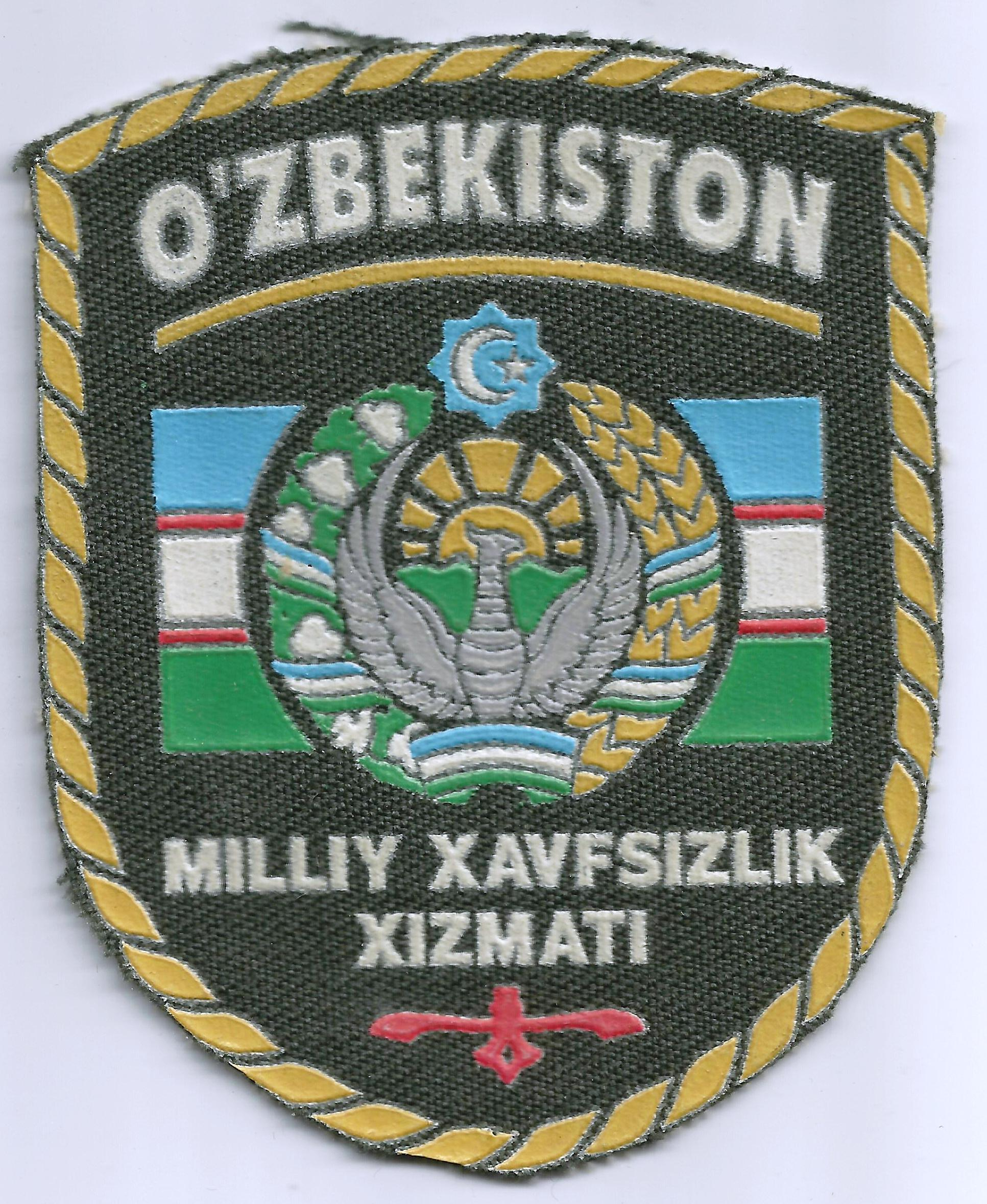
ウズベキスタン国家保安庁隊員のスリーブバッジ

ウズベキスタン国家保安庁 (ウズベキスタンこっかほあんちょう、英語: National Security Service、ウズベク語: Milliy Havfsizlik Hizmati / Давлат Хавфсизлик Хизмати、略称:MHHもしくはДХХ、ロシア語: Служба национальной безопасности、略称:СНБもしくはSNB) はウズベキスタン政府の情報機関である。国家保安庁はソビエト連邦崩壊後、国内のKGBを引き継ぐ形で創設され、準軍事警察や特殊部隊を含むKGBと似た機能を持つ組織を維持している。SNBと国家警察が内務省の情報機関として活動している。

## 概要
複数のアナリストが、SNBは依然ウズベキスタンのエリート内の一大派閥であるタシュケント閥の制御下にあると指摘している。SNBは大統領のイスラム・カリモフの独裁政権と密接な関わりがあり、人権侵害や警察を抑圧するための口実を与えるテロ組織への支援活動への関与を非難されている。ラジオ・フリー・ヨーロッパは、1999年に起きたタシュケント爆弾テロ事件はタシュケント閥のルスタム・イノヤトフが主導しSNBにより実行されたものであるとし、SNBは2004年にタシュケントとブハラで起きた爆弾テロ事件も主導して行ったと報告、非難している。
アメリカ合衆国国務省による2004年のウズベキスタンの人権に関する報告書では、SNBの職員は市民に「拷問、殴打、嫌がらせ」を行なっているとされている。
2005年5月13日、SNB部隊はウズベキスタン軍や国務省の部隊とともに、アンディジャン事件として知られる事件において、抗議を行った者を多数殺害した。殺害された人の数は政府公式の数字では169人だが、実際には何千人もの数に上ると見積もられている。抗議を行った者は地方のビジネスマングループが逮捕された事件と関わりがあり、プラウダによると、アンディジャン事件はSNBの地方支部局を差し押さえようとした行動を含む乱暴狼藉に対し行われたものであるとされている。
SNBの次官は2005年に内務省により任命された。アンディジャン事件を受けて保安庁と反テロ部局の再編が行われ、SNBの権力と予算は大幅に増加した。
SNBはインターネットのトラフィックを監視しており、検閲を行うための主要規制機関として機能している。SNBの職員は市民が従順な態度をとっているか監視するためしばしばISPやインターネットカフェを視察する。